# NGC 1477
NGC 1477 ist eine elliptische Galaxie vom Hubble-Typ E2 im Sternbild Eridanus am Südsternhimmel. Sie ist schätzungsweise 439 Millionen Lichtjahre von der Milchstraße entfernt und hat einen Durchmesser von etwa 75.000 Lichtjahren. 

Im selben Himmelsareal befinden sich u. a. die Galaxien NGC 1467, NGC 1472, NGC 1475, NGC 1478.
Das Objekt wurde im Jahr 1886 vom US-amerikanischen Astronomen Ormond Stone entdeckt.